# 오케아니스

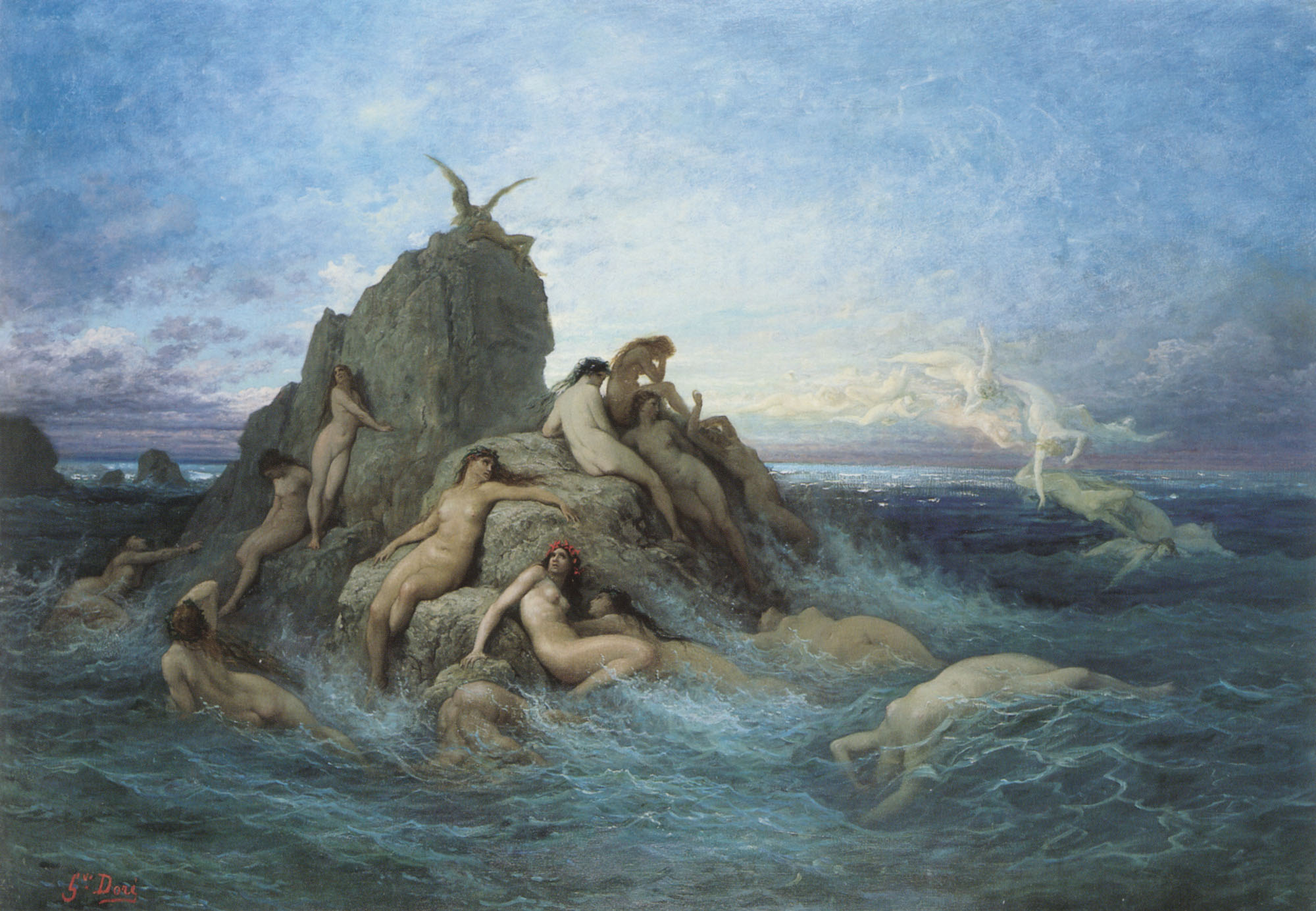

오케아니스 또는 오케아니데스(그리스어: Ὠκεανίς, 단수형 : Ὠκεανίδαι, 오케아니다이 )는 그리스 신화에서 티탄족인 ‘바다의 신’오케아노스와 ‘바다의 여신’테튀스 사이에서 태어난 3,000명의 딸을 말한다. 일부 전승에서는 이들 두 바다의 신에서 태어난 3,000명의 아들까지 모두 오케아니스에 포함하고 있으나, 보통 오케아니스는 바다, 강, 연못, 호수 등의 요정인 여자 요정을 일컫는다.
그리스 신화에서 비슷한 바다의 요정(특히 지중해와 에게해의 요정)으로 네레이스가 있으며 바다가 아닌 연못, 개천, 시냇물의 정령인 나이아데스가 있다.